# Resolutie 1165 Veiligheidsraad Verenigde Naties
Resolutie 1165 van de Veiligheidsraad van de Verenigde Naties werd unaniem door de Veiligheidsraad van de Verenigde Naties aangenomen op 30 april 1998. De Veiligheidsraad besliste het Rwanda-tribunaal uit te breiden met een derde rechtskamer met drie rechters.

## Achtergrond
Toen Rwanda een Belgische kolonie was werd de Tutsi-minderheid in het land verheven tot een elite die de grote Hutu-meerderheid wreed onderdrukte. Na de onafhankelijkheid werden de Tutsi verdreven en namen de Hutu de macht over. Het conflict bleef aanslepen en in 1990 vielen Tutsi-milities verenigd als het FPR Rwanda binnen. Met Westerse steun werden zij echter verdreven. In Rwanda zelf werd de Hutu-bevolking opgehitst tegen de Tutsi. Dat leidde begin 1994 tot de Rwandese genocide. De UNAMIR-vredesmacht kon vanwege een te krap mandaat niet ingrijpen. In 1994 werd het Rwanda-tribunaal opgericht om de daders van de genocide en andere mensenrechtenschendingen die dat jaar in Rwanda hadden plaatsgegrepen te berechten.

## Inhoud
Middels resolutie 955 was besloten het aantal rechters van het Rwanda-tribunaal indien nodig op te trekken. De Rwandese justitie moest worden versterkt om het grote aantal beschuldigden te behandelen, evenals het Rwanda-tribunaal. Het Rwanda-tribunaal kreeg daarom een derde rechtskamer.
In 1999 verliepen de ambtstermijnen van de huidige zes rechters. Eind 1998 zouden negen nieuwe verkozen worden. Om te zorgen dat de nieuwe rechtskamer zo snel mogelijk kon beginnen, besliste men bij wijze van uitzondering dat de drie rechters voor de nieuwe kamer meteen na hun verkiezing hun ambtstermijnen konden aanvangen.

## Verwante resoluties
- Resolutie 1053 Veiligheidsraad Verenigde Naties (1996)
- Resolutie 1161 Veiligheidsraad Verenigde Naties
- Resolutie 1200 Veiligheidsraad Verenigde Naties
- Resolutie 1241 Veiligheidsraad Verenigde Naties (1999)

Lijst ·  1147 ·  1148 ·  1149 ·  1150 ·  1151 ·  1152 ·  1153 ·  1154 ·  1155 ·  1156 ·  1157 ·  1158 ·  1159 ·  1160 ·  1161 ·  1162 ·  1163 ·  1164 ·  1165 ·  1166 ·  1167 ·  1168 ·  1169 ·  1170 ·  1171 ·  1172 ·  1173 ·  1174 ·  1175 ·  1176 ·  1177 ·  1178 ·  1179 ·  1180 ·  1181 ·  1182 ·  1183 ·  1184 ·  1185 ·  1186 ·  1187 ·  1188 ·  1189 ·  1190 ·  1191 ·  1192 ·  1193 ·  1194 ·  1195 ·  1196 ·  1197 ·  1198 ·  1199 ·  1200 ·  1201 ·  1202 ·  1203 ·  1204 ·  1205 ·  1206 ·  1207 ·  1208 ·  1209 ·  1210 ·  1211 ·  1212 ·  1213 ·  1214 ·  1215 ·  1216 ·  1217 ·  1218 ·  1219